# Lauren Bowles
Lauren Elizabeth Bowles (Washington, 24 marzo 1970) è un'attrice statunitense.

## Biografia
Sorellastra, da parte di madre, dell'attrice Julia Louis-Dreyfus, ha esordito nei primi anni novanta con un ruolo ricorrente nella sit-com Seinfeld, dove recitava la sorella. Nel corso degli anni ha partecipato in veste di guest star a numerose serie televisive, come Ally McBeal, CSI: Scena del crimine, Grey's Anatomy, Criminal Minds, E.R. - Medici in prima linea e molte altre. Per il cinema ha recitato in film come George re della giungla...? e Ghost World, ha inoltre lavorato in due commedie dei fratelli Farrelly, Lo spaccacuori e Libera uscita. Dal 2010 al 2014 ricopre il ruolo della cameriera wiccan Holly Cleary nella serie televisiva True Blood.

## Filmografia parziale

### Cinema
- George re della giungla...? (George of the Jungle) (1997)
- Ghost World (2001)
- Spartan (2004)
- Art School Confidential - I segreti della scuola d'arte (Art School Confidential) (2006)
- Lo spaccacuori (The Heartbreak Kid) (2007)
- Dance Flick (2009)
- Libera uscita (Hall Pass), regia di Peter e Bobby Farrelly (2011)
- Angry Games - La ragazza con l'uccello di fuoco (The Starving Games), regia di Jason Friedberg e Aaron Seltzer (2013)

### Televisione
- Seinfeld – serie TV, 9 episodi (1991-1998)
- La casa delle luci (The Uninvited) – film TV (1996)
- Watching Ellie – serie TV, 16 episodi (2002-2003)
- CSI - Scena del crimine (CSI: Crime Scene Investigation) – serie TV, episodio 5x22 (2005)
- Grey's Anatomy – serie TV, episodio 1x09 (2005)
- CSI: NY – serie TV, episodio 2x02 (2005)
- Criminal Minds – serie TV, episodio 4x02 (2008)
- E.R. - Medici in prima linea (ER) – serie TV, episodio 15x02 (2008)
- Lie to Me – serie TV, episodio 1x09 (2009)
- Starstruck - Colpita da una stella (StarStruck) – film TV (2010)
- Private Practice – serie TV, episodio 3x17 (2010)
- Cold Case - Delitti irrisolti (Cold Case) – serie TV, episodio 7x17 (2010)
- True Blood – serie TV, 48 episodi (2010-2014)
- NCIS: Los Angeles – serie TV, episodio 7x07 (2015)
- Veep - Vicepresidente incompetente (Veep) – serie TV, 3 episodi (2016-2017)
- Modern Family – serie TV, episodio 8x11 (2017)
- Castle Rock – serie TV, episodio 1x04 (2018)
- Another Period – serie TV, episodio 3x09 (2018)
- Le regole del delitto perfetto (How to Get Away with Murder) – serie TV, 3 episodi (2020)
- NCIS - Unità anticrimine (NCIS) - serie TV, episodi 1x05-19x16 (2004-2022)

## Doppiatrici italiane
Nelle versioni in italiano dei suoi lavori, Lauren Bowles è stata doppiata da:
- Claudia Razzi in NCIS - Unità anticrimine (ep. 1x05), Private Practice
- Laura Lenghi ne Lo spaccacuori, Le regole del delitto perfetto
- Alessandra Cassioli in CSI - Scena del crimine
- Elena Morara in CSI: NY
- Cinzia Villari in Grey's Anatomy
- Laura Latini in Cold Case - Delitti irrisolti
- Emilia Costa in True Blood
- Laura Lenghi in The Closer
- Elena Canone in Scandal
- Rossella Acerbo in Angry Games - La ragazza con l'uccello di fuoco
- Roberta Greganti in NCIS: Los Angeles
- Alessandra Chiari in Station 19
- Mirta Pepe in NCIS - Unità anticrimine (ep. 19x16)
- Daniela Abbruzzese in 9-1-1: Lone Star